# منتخب مالي للكريكت
منتخب مالي للكريكت هو ممثل مالي الرسمي في المنافسات الدولية في الكريكت .